# Mapeado Schwarz-Christoffel
En análisis complejo, un mapeado Schwarz–Christoffel es una transformación conforme del semiplano superior por el interior de un polígono simple. El mapeado Schwarz–Christoffel se utiliza en teoría del potencial y en algunas de sus implicaciones, incluyendo superficies mínimas y dinámica de fluidos. Fue denominado así por Elwin Bruno Christoffel y Hermann Amandus Schwarz.

## Definición
Considera un polígono en el plano complejo. El Teorema de representación conforme de Riemann implica que hay un mapeado biyectivo biholomórfico f desde el semiplano superior
{\displaystyle \{\zeta \in \mathbb {C} :\operatorname {Im} \,\zeta >0\}}
hacia el interior del polígono.  La función f mapea el eje real hacia los límites del polígono. Si el polígono tiene ángulos interiores {\displaystyle \alpha ,\beta ,\gamma ,\ldots }, entonces ese mapeado está dado por  
{\displaystyle f(\zeta )=\int ^{\zeta }{\frac {K}{(w-a)^{1-(\alpha /\pi )}(w-b)^{1-(\beta /\pi )}(w-c)^{1-(\gamma /\pi )}\cdots }}\,{\mbox{d}}w}
donde {\displaystyle K} es una constante, y {\displaystyle a<b<c<...} son los valores, junto al eje real del plano {\displaystyle \zeta }, de puntos correspondientes a los vértices del polígono en el plano {\displaystyle z}. Una transformación de esta forma es llamada un Mapeo Schwarz–Christoffel.
Usualmente es conveniente considerar el caso en el cual el punto del infinito del plano {\displaystyle \zeta } mapea hacia uno de los vértices del plano {\displaystyle z} del polígono (convencionalmente el vértice con ángulo {\displaystyle \alpha }). Si esto sucede, el primer factor de la fórmula es efectivamente una constante y puede considerarse como absorbida dentro de la constante {\displaystyle K}.
- Datos: Q769569
- Multimedia: Schwarz–Christoffel mapping / Q769569